# هرگز گریه نکن گرگینه
هرگز گریه نکن گرگینه (به انگلیسی: Never Cry Werewolf) یک فیلم کانادایی محصول سال ۲۰۰۸ با هنرپیشگی کوین سوربو و نینا دوبرو است.

## بازیگران
- نینا دوبرو در نقش لورن هنست
- کوین سوربو در نقش رید تاکر
- Peter Stebbings در نقش جرد مارتین
- اسپنسر ون دایک در نقش کایل هنست
- Melanie Leishman در نقش انجی برملوک
- کیم بورن در نقش مارگو
- Sean O'Neill در نقش استیون کپکی
- ناهانی جانستون در نقش کریستی
- Von Flores در نقش کارآگاه استالینگ
- راتفورد گری در نقش گروهبان هیلام
- بیلی اوتیس در نقش چارلز ری پوپ
- ربکا بویسورت در نقش فاحشهٔ جوان ۱
- Julie Sype در نقش فاحشه ۲
- گرگ کالدرون در نقش گای تایلر
- کلی فردریک در نقش کلارک
- انوار نایت در نقش مجری برنامهٔ گفتگو